# François Delpech (1945)
Pour les articles homonymes, voir François Delpech et Delpech.
Ne doit pas être confondu avec François Delpech (historien du judaïsme français).
François Delpech est un historien français.

## Biographie
Ancien élève de l'École normale supérieure (promotion 1966), il est directeur de recherche au CNRS et Professeur à l'Université Sorbonne-Nouvelle. Il a résidé pendant un an à la Casa de Velázquez en tant que chercheur de l'École des Hautes études hispaniques et ibériques en 1982-1983. 

## Publications
- Aspects des pays de Cocagne. Programme pour une recherche, A. Redondo, A. Lafond, coll. « L'image du Monde Renversé dans ses représentations littéraires et paralittéraires de la fin du XVIe au milieu du XVIIe siècle », 1979
- Variations autour de la Serrana, Tours, coll. « Travaux de l'Institut d'Études Hispaniques et Portugaises de l'Université de Tours », 1979
- Dir. avec Marco Garcia Quintela, Vingt ans après Georges Dumézil (1898-1986) : mythologie comparée indo-européenne et idéologie trifonctionnelle : bilan, perspectives et nouveaux domaines, Budapest, Archaeolingua Alapítvány, 2009  (ISBN 978-963-9911-05-5).